# 法律石

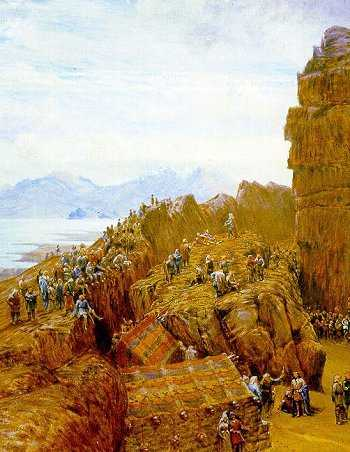
一幅19世紀畫作，描繪了辛格韋德利國家公園的法律石

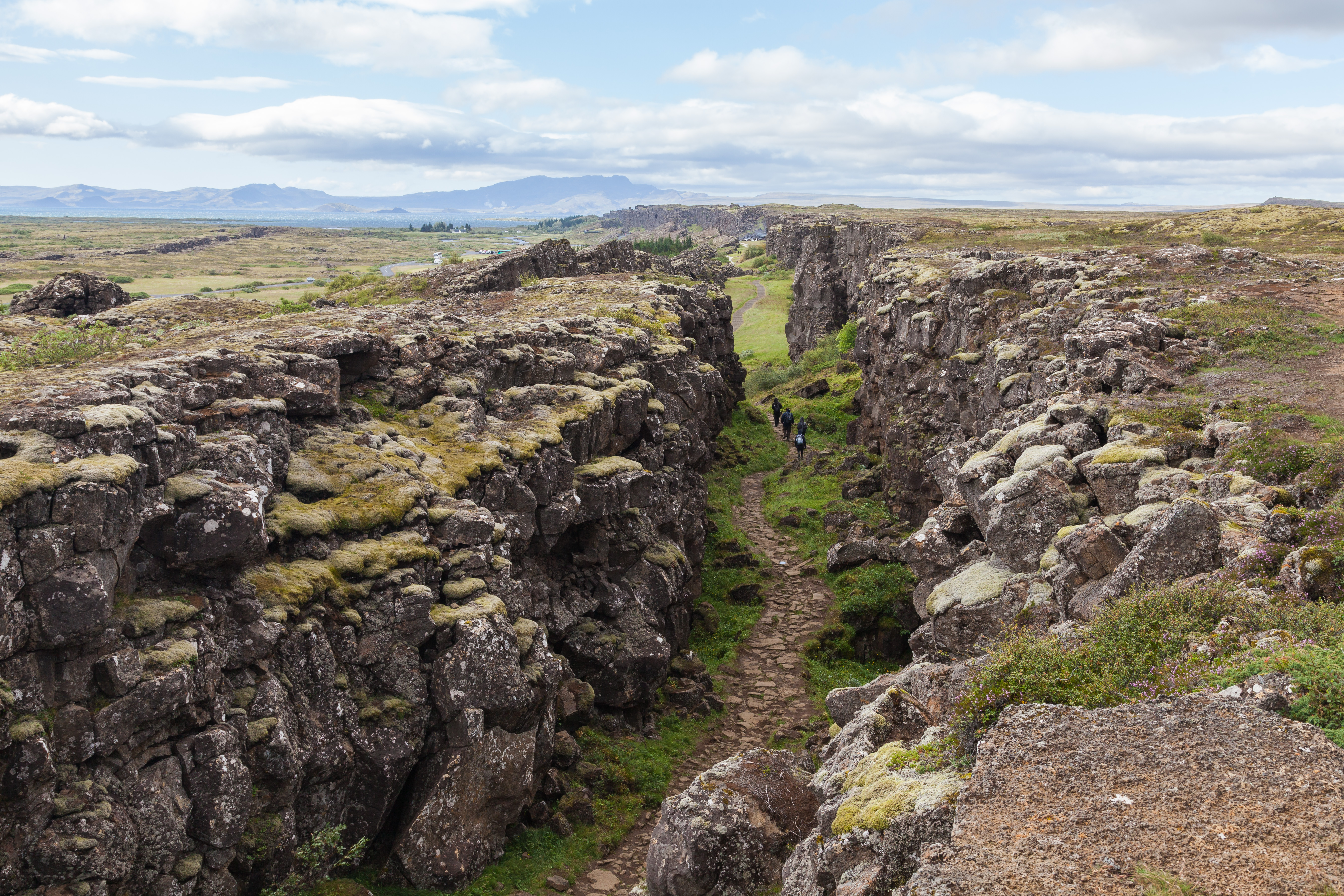
辛格韋德利國家公園的法律石的照片

法律石（冰島語：Lögberg）是冰島西南部的一塊突出岩石，為冰島議會最初召開的地點，座落於辛格韋德利國家公園中， 它是個風景秀麗的地點，可以從西南部的人口稠密地區輕易到達。

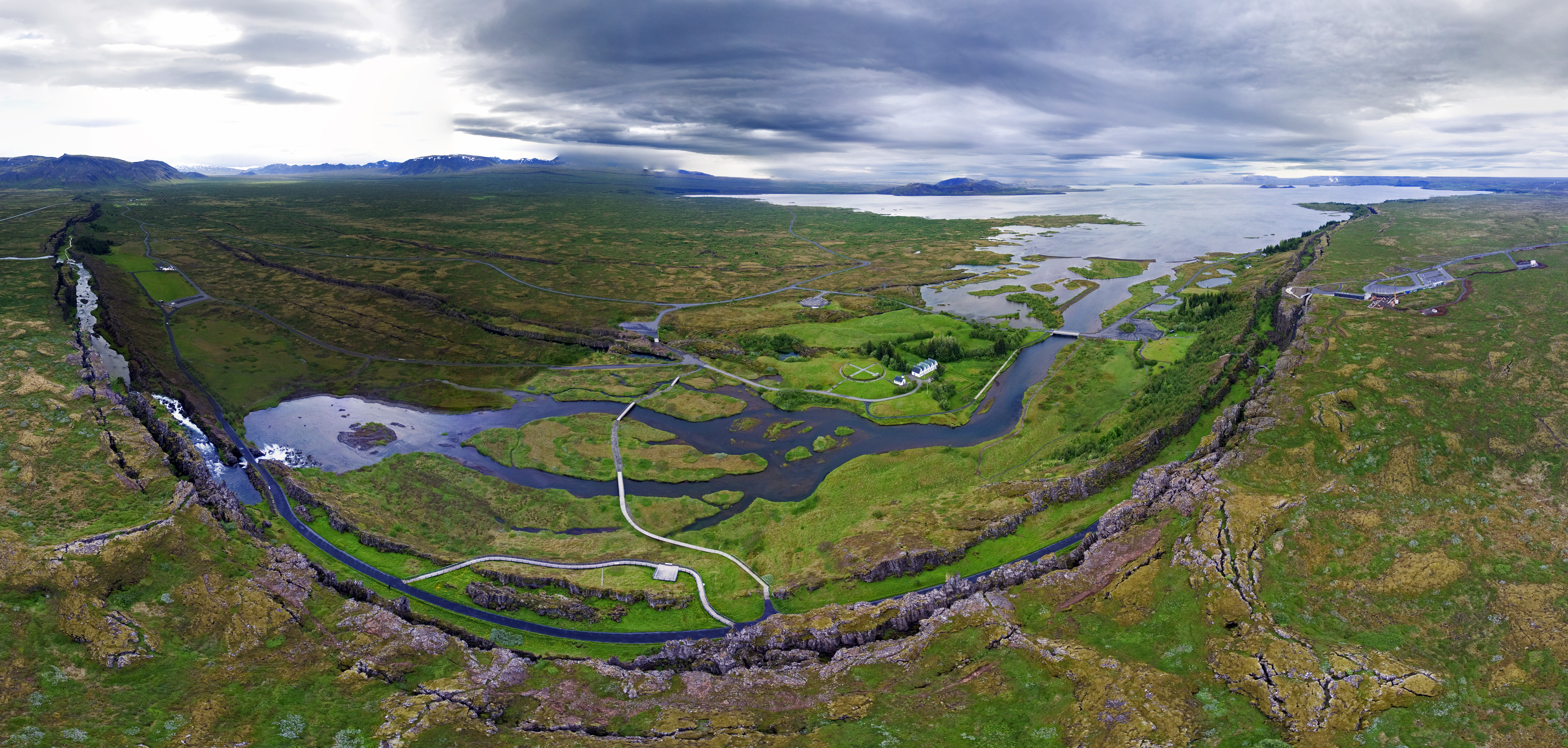
法律石空拍照，攝於2017年6月

因為該地的地型變化超過1000年，法律石的確切位置已不可考。目前有兩個最有可能的位置被提出，一個位於斜坡頂部名為Hallurinn的平台（目前標有旗桿），另一個位於Almannagjá斷層。 另外Hestagjá山溝中的一處也被視為可能地點。
法律石為Lawspeaker (lögsögumaður)用來召開冰島議會時的席位，也會在該位置上進行演說及宣佈事項。所有人都可以在法律石上進行發言，議會的召開與結束也在該位置宣佈。
冰島於930年開始在法律石召開冰島議會，直到1262年冰島從屬挪威後才停止。